# Die gute alte Zeit (Relief)

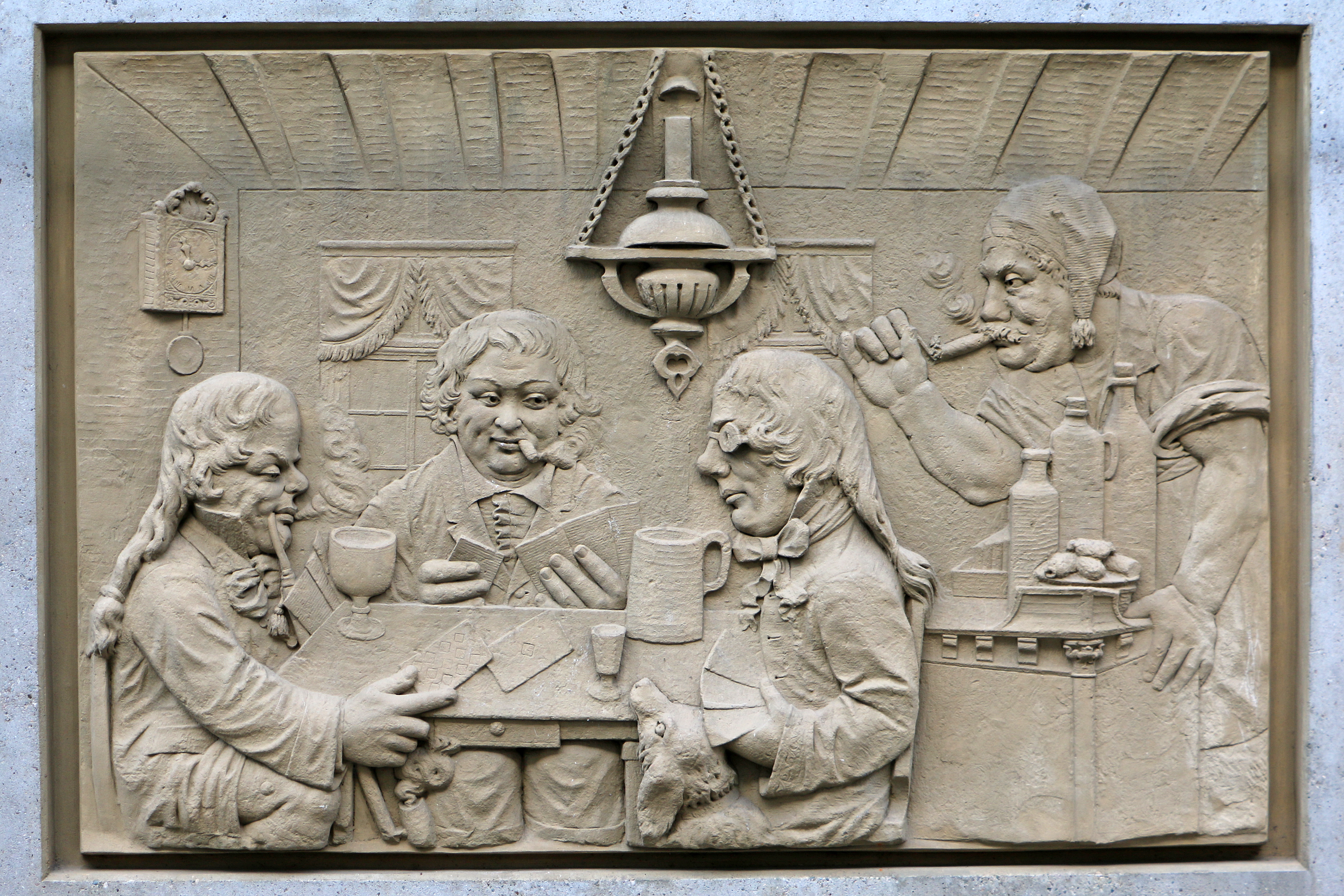
Das Relief „Die gute alte Zeit“ in der Altstadt von Koblenz

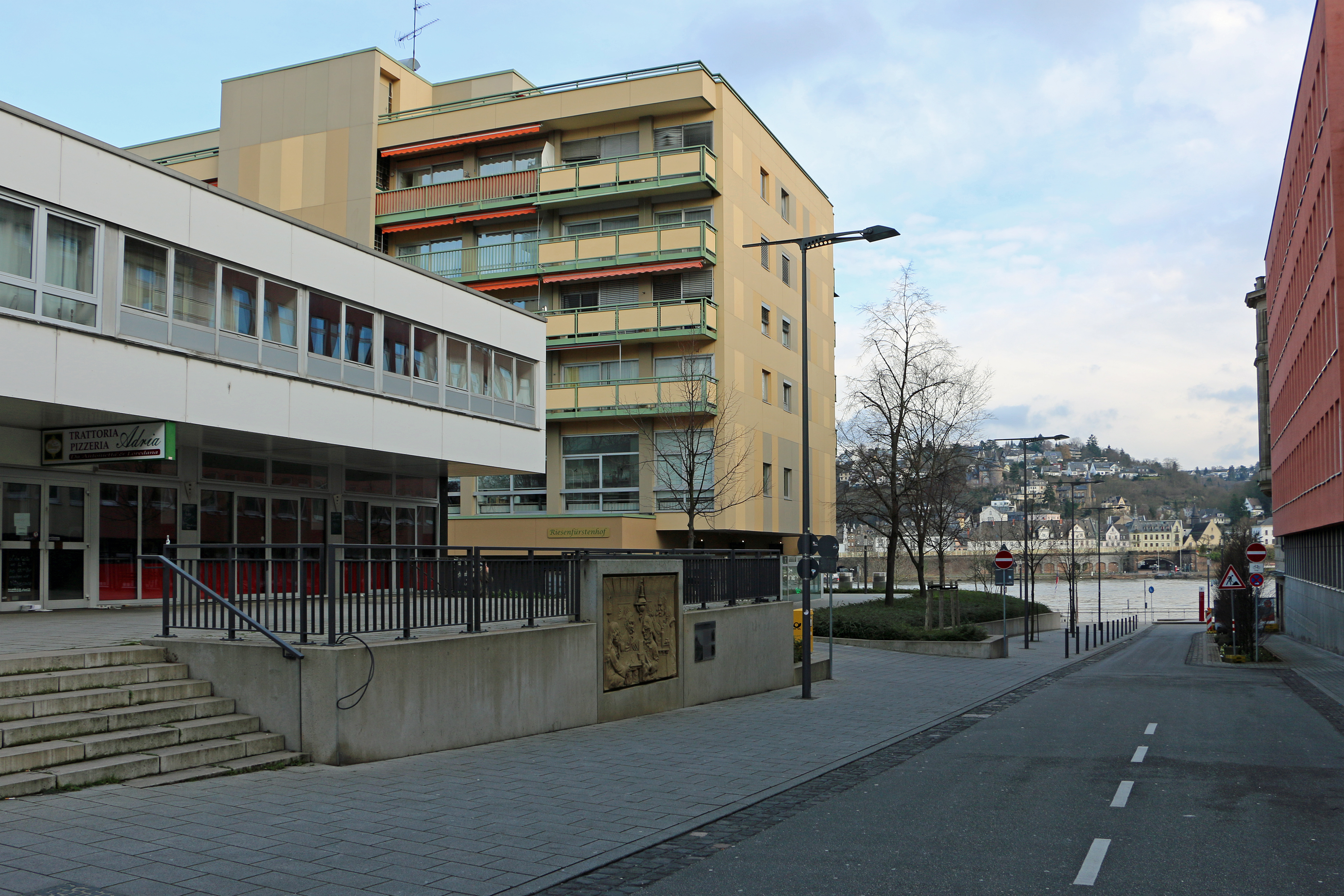
Die Rheinstraße mit dem Relief in der Betonstützmauer (links)

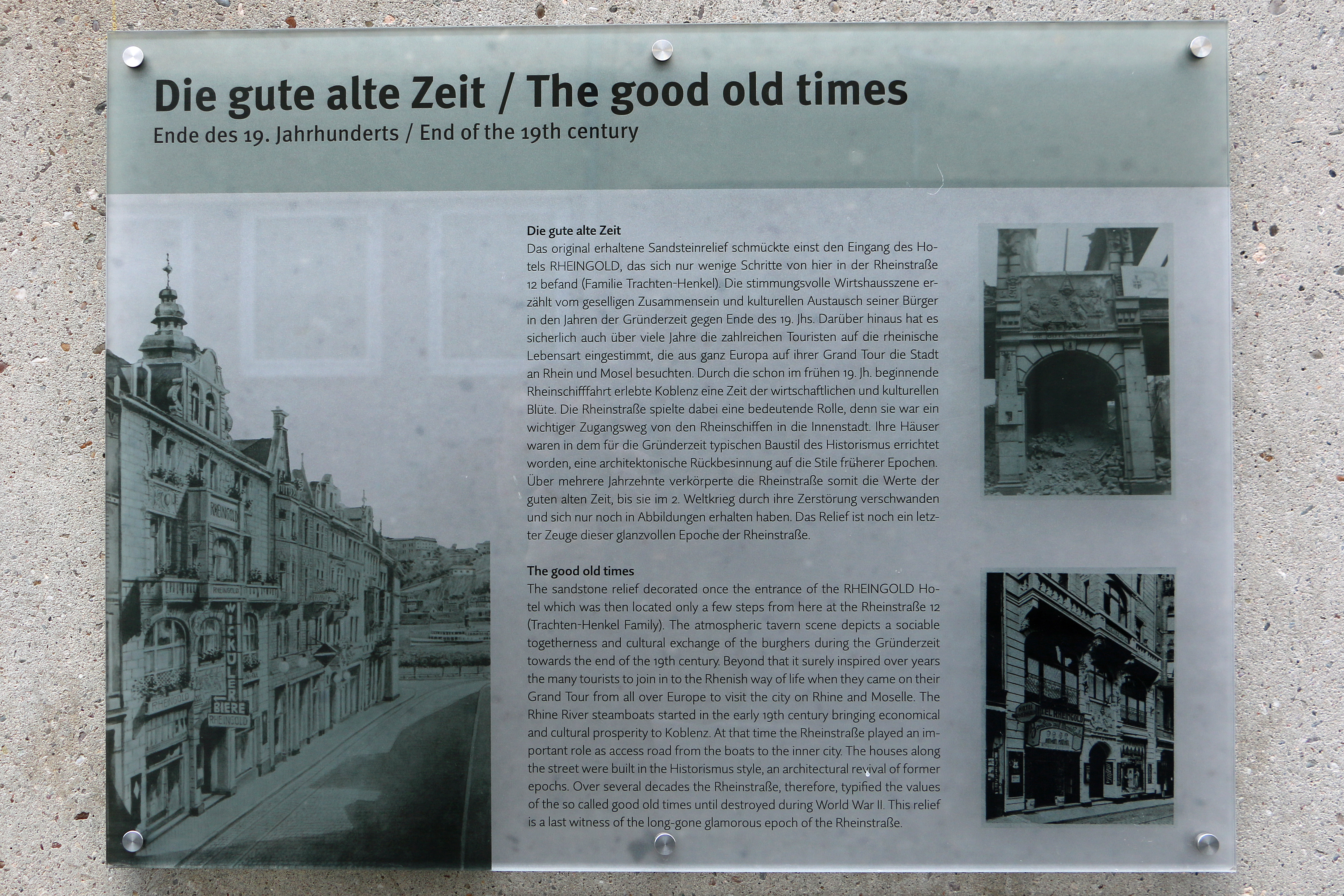
Infotafel neben dem Relief mit Bildern und Details zur Geschichte

Die gute alte Zeit ist der Name eines Sandsteinreliefs in der Altstadt von Koblenz. Das um 1912 entstandene Relief war ursprünglich über der Eingangstür des Hotels Rheingold angebracht. Nach dessen Zerstörung 1944 war es an verschiedenen Standorten aufbewahrt worden, bis es zur Bundesgartenschau 2011 wieder in der Nähe seines alten Standorts in der Rheinstraße aufgestellt werden konnte.

## Geschichte
Das Relief „Die gute alte Zeit“ wurde um 1912 für das neu erbaute Hotel Rheingold (Rheinstraße 12) geschaffen und über der Eingangstür angebracht. Zuvor befand sich an gleicher Stelle seit dem 19. Jahrhundert eine Gaststätte gleichen Namens. Die Rheinstraße spielte eine wichtige Rolle als Verbindungsweg zwischen den Anlegestellen der Rheinschiffe in den Rheinanlagen und der Koblenzer Altstadt. Die Häuser waren im für die in der Gründerzeit üblichen Baustil des Historismus errichtet worden. Die Eigentümer der Gaststätte, die Familie Trachten, ließ nun an gleicher Stelle 1912 das Hotel errichten.
Unterhalb des über der Eingangstür angebrachten Reliefs aus Sandstein wurde der Text „Die gute alte Zeit“ angebracht. Das Relief zeigt eine stimmungsvolle Wirtshausszene mit Bürgern im geselligen Zusammensein, ganz im Brauch der Gründerzeit Ende des 19. Jahrhunderts.
Die Rheinstraße spiegelte bis zu ihrer völligen Zerstörung während der Luftangriffe im Zweiten Weltkrieg diese «guten alten Zeiten» wider. Das Hotel Rheingold wurde beim schwersten Luftangriff vom 6. November 1944 wie alle anderen Häuser in der Rheinstraße bis auf die Grundmauern zerstört. Nur die Eingangstür mit dem Relief darüber überstand die Bombardierungen fast unbeschadet.
Das Relief wurde von der Betreiberfamilie des ehemaligen Hotels aus den Trümmern gerettet und aufbewahrt. Nach dem Krieg wurde die Rheinstraße völlig neu bebaut. Anstelle des Hotels steht heute der Gebäudekomplex des Riesenfürstenhofs. Das Relief wurde in den 1950er Jahren durch Fritz Heitger, der durch Heirat mit der Familie Trachten verwandt war, am wiederaufgebauten Krämerzunfthaus angebracht. Nachdem das Krämerzunfthaus seinen Besitzer wechselte, wurde das Relief abgenommen und im Garten der Florinskirche gelagert. Dort verwitterte es aber im Laufe der Zeit.
Die Familie Heitger versuchte, das Relief vor der weiteren Zerstörung zu bewahren. Mit der grundlegenden Umgestaltung der Rheinstraße zur Bundesgartenschau 2011 ergab sich nun eine Gelegenheit, das Relief zu restaurieren und in der Nähe seines alten Standorts wieder einer größeren Öffentlichkeit zu präsentieren. Dazu wurde es der Stadt Koblenz überlassen und im Oktober 2010 in eine Betonstützmauer in der Rheinstraße integriert. Im Jahr 2012 folgten weitere Sanierungsmaßnahmen am Relief und es wurde mit einem Witterungsschutz ausgestattet. Im Januar 2015 wurde in Zusammenarbeit mit dem Denkmalamt noch eine Infotafel, die die Geschichte des Reliefs erzählt, aufgestellt.